# Diocesi di Guarapuava
La diocesi di Guarapuava (in latino: Dioecesis Guarapuavensis) è una sede della Chiesa cattolica in Brasile suffraganea dell'arcidiocesi di Curitiba. Nel 2021 contava 408.237 battezzati su 568.280 abitanti. È retta dal vescovo Amilton Manoel da Silva, C.P.

## Territorio
La diocesi comprende 31 comuni nella parte centro-meridionale dello stato brasiliano del Paraná: Guarapuava, Altamira do Paraná, Boa Ventura de São Roque, Campina do Simão, Cândido de Abreu, Candói, Cantagalo, Espigão Alto do Iguaçu, Foz do Jordão, Goioxim, Inácio Martins, Laranjal, Laranjeiras do Sul, Manoel Ribas, Marquinho, Mato Rico, Nova Laranjeiras, Nova Tebas, Palmital, Pinhão, Pitanga, Porto Barreiro, Prudentópolis, Quedas do Iguaçu, Reserva do Iguaçu, Rio Bonito do Iguaçu, Rio Branco do Ivaí, Rosário do Ivaí, Santa Maria do Oeste, Turvo e Virmond.
Sede vescovile è la città di Guarapuava, dove si trova la cattedrale di Nostra Signora di Betlemme (Nossa Senhora de Belém).
Il territorio si estende su una superficie di 27.360 km² ed è suddiviso in 47 parrocchie, raggruppate in 4 decanati: Centro, Pinhão, Pitanga e Laranjeiras.

## Storia
La diocesi è stata eretta il 16 dicembre 1965 con la bolla Christi vices di papa Paolo VI, ricavandone il territorio dalle diocesi di Campo Mourão, di Ponta Grossa e di Toledo.
Il 3 dicembre 1976 ha ceduto una porzione del suo territorio a vantaggio dell'erezione della diocesi di União da Vitória.

## Cronotassi dei vescovi
Si omettono i periodi di sede vacante non superiori ai 2 anni o non storicamente accertati.
- Friedrich Helmel, S.V.D. † (19 marzo 1966 - 27 settembre 1986 ritirato)
- Albano Bortoletto Cavallin † (24 ottobre 1986 - 11 marzo 1992 nominato arcivescovo di Londrina)
  - Sede vacante (1992-1995)
- Giovanni Zerbini, S.D.B. (11 gennaio 1995 - 2 luglio 2003 ritirato)
- Antônio Wagner da Silva, S.C.I. (2 luglio 2003 succeduto - 6 maggio 2020 ritirato)
- Amilton Manoel da Silva, C.P., dal 6 maggio 2020

## Statistiche
La diocesi nel 2021 su una popolazione di 568.280 persone contava 408.237 battezzati, corrispondenti al 71,8% del totale.
| anno | popolazione | popolazione | popolazione | presbiteri | presbiteri | presbiteri | presbiteri                | diaconi | religiosi | religiosi | parrocchie |
| anno | battezzati  | totale      | %           | numero     | secolari   | regolari   | battezzati per presbitero | diaconi | uomini    | donne     | parrocchie |
| ---- | ----------- | ----------- | ----------- | ---------- | ---------- | ---------- | ------------------------- | ------- | --------- | --------- | ---------- |
| 1965 | ?           | 256.508     | ?           | 45         | 9          | 36         | ?                         |         |           |           | 17         |
| 1970 | 390.000     | 400.000     | 97,5        | 38         | 10         | 28         | 10.263                    |         | 29        | 67        | 20         |
| 1976 | 423.000     | 436.000     | 97,0        | 45         | 17         | 28         | 9.400                     |         | 31        | 72        | 27         |
| 1980 | 428.000     | 451.000     | 94,9        | 35         | 18         | 17         | 12.228                    | 2       | 20        | 82        | 28         |
| 1990 | 514.000     | 542.000     | 94,8        | 57         | 26         | 31         | 9.017                     |         | 34        | 104       | 30         |
| 1999 | 413.499     | 574.735     | 71,9        | 75         | 30         | 45         | 5.513                     |         | 49        | 106       | 38         |
| 2000 | 461.974     | 577.468     | 80,0        | 74         | 29         | 45         | 6.242                     |         | 50        | 108       | 40         |
| 2001 | 460.000     | 575.000     | 80,0        | 73         | 28         | 45         | 6.301                     |         | 49        | 106       | 40         |
| 2002 | 462.614     | 578.268     | 80,0        | 74         | 28         | 46         | 6.251                     |         | 50        | 106       | 39         |
| 2003 | 442.820     | 553.525     | 80,0        | 75         | 28         | 47         | 5.904                     |         | 52        | 103       | 39         |
| 2004 | 450.578     | 563.223     | 80,0        | 79         | 30         | 49         | 5.703                     |         | 54        | 108       | 39         |
| 2006 | 476.882     | 561.037     | 85,0        | 77         | 32         | 45         | 6.193                     |         | 66        | 103       | 39         |
| 2013 | 577.000     | 608.000     | 94,9        | 88         | 45         | 43         | 6.556                     |         | 51        | 65        | 47         |
| 2016 | 529.000     | 623.000     | 84,9        | 88         | 43         | 45         | 6.011                     |         | 50        | 51        | 47         |
| 2019 | 387.666     | 553.809     | 70,0        | 87         | 42         | 45         | 4.455                     |         | 50        | 51        | 47         |
| 2021 | 408.237     | 568.280     | 71,8        | 39         | 39         |            | 10.467                    | 1       | 2         | 48        | 47         |